# Drosophila subfunebris
Drosophila subfunebris är en tvåvingeart som beskrevs av Stalker och Spencer 1939. Drosophila subfunebris ingår i släktet Drosophila och familjen daggflugor.
Artens utbredningsområde är delstaterna Washington och Kalifornien på USA:s västkust.